# Nitrospinota
Nitrospinota o Nitrospinae es un filo candidato de bacterias recientemente propuesto con características quimiolitoautótrofas. Son las principales bacterias que realizan la oxidación del nitrito en los océanos. En los sistemas marinos, el nitrato es la principal fuente de nitrógeno inorgánico. La única reacción que se conoce para la formación del nitrato biológico es la oxidación de nitrito. Por tanto, estas bacterias son de especial importancia en los ecosistemas marinos. Son organismos aerobios que carecen de los mecanismos usuales de protección frente al oxígeno, por lo que se supone que proceden de antecesores microareofílicos. Los análisis filogenéticos indican que Nitrospinae tiene una posición próxima a las proteobacterias, aunque fuera de este grupo de bacterias.